# Seseli littoraee
Seseli littoraee är en flockblommig växtart som beskrevs av Heinrich Moritz Willkomm. Seseli littoraee ingår i släktet säfferötter, och familjen flockblommiga växter. Inga underarter finns listade i Catalogue of Life.